# Dr. Schotte
Dr. Schotte ist ein deutsches Stummfilmdrama von William Wauer mit Albert Bassermann in der Titelrolle.

## Handlung
Dr. Schotte ist ein junger Mediziner, der sich seine Sporen als Assistent unter der Führung des angesehenen Professor Torsleff verdient hat. Eben dieser Torsleff aber hatte einst die junge Pflegerin Charlotte Heyl verführt und anschließend geschwängert sitzengelassen. Ihr Schweigen hatte sich der verheiratete Torsleff mit einer höheren Geldsumme erkauft. Schottes Karriere gewinnt an Fahrt, nachdem er eine einflussreiche Adelsfamilie mit seinen eigens entwickelten neuen Heilmethoden erfolgreich behandelt hat. Man bietet ihm daraufhin in Nachfolge Prof. Torsleffs sogar die Leitung der Universitätsklinik an. Schotte holt die junge Mutter Charlotte als Kinderschwester in sein Institut und heiratet sie sogar. Charlotte musste ihm jedoch zuvor versprechen, dass Torsleff bisher der einzige Mann in ihrem Leben war. 
Torsleffs moralisch schändliches Verhalten einerseits und das Gefühl, vom ehrgeizigen jüngeren Kollegen beruflich überholt zu werden andererseits, lassen den Mediziner fortan gegen Dr. Schotte intrigieren, zumal Schottes Heilmethoden dessen fachliche Überlegenheit gegenüber dem ehemaligen Vorgesetzten offenbar werden lassen. Einen zweiten Feind erhält der neue Klinikchef in Gestalt von Oberschwester Johanna, der die offenbar bevorzugte Behandlung der Kinderschwester Charlotte zutiefst missfällt. Beide Gegner versuchen Schotte über seine unter schwierigen Umständen geschlossene Ehe erst zu desavouieren, dann final zu ruinieren. Zum offenen Eklat kommt es eines Tages anlässlich eines von Torsleff gegebenen Empfangs. Dort wird ein Ölgemälde vorgestellt, dass der Professor mit genau kalkuliertem Vorsatz von einem bestimmten Künstler erworben hat. Die Anwesenheit dieses Malers bringt Charlottes offenbar doch recht bewegtes Vorleben zum Vorschein.
Schotte, der angesichts dieses persönlichen Affronts nicht länger zu seiner wortbrüchigen Gattin stehen will, nachdem sie als „Frau mit Vergangenheit“ geoutet wurde, wirft Charlotte und ihr uneheliches Kind aus seinem Haus. Fortan leidet er selbst am stärksten unter dieser rabiaten Entscheidung und beginnt daraufhin beruflich Fehler zu machen, auf die sein Gegner Torsleff nur gewartet hat. Einer von Schottes Kunstfehlern kostet schließlich sogar einem vertrauten Patienten das Leben. Die Selbstzweifel zermürben Dr. Schotte, er such Rat in der Bibel und der gehobenen, klassischen Literatur. Bald beginnt auch die Fachwelt an seinem Können zu zweifeln. Im Auftrag einer Kommission der Ärztekammer soll er am Körper einer Toten eine Herzoperation vornehmen. Schotte erschrickt zu Tode, als vor ihm der Leichnam seiner Gattin Charlotte aufgebahrt liegt, die sich offenbar kurz zuvor aus Verzweiflung das Leben genommen hatte. Der Mediziner sieht nun keinen Sinn mehr im Fortbestand des eigenen Lebens. Feierlich erklärt er: „Nur am lebendigen Körper vermag ich eine so schwierige Operation vor einem so kritischen Publikum auszuführen. Und da kein anderes Objekt zur Hand ist…“. Dann nimmt er das Skalpell und richtet es gegen sich selbst.

## Produktionsnotizen
Dr. Schotte entstand im Greenbaum-Film-Atelier in Berlin-Weißensee, besaß vier Akte und war im Original 1623 Meter lang. Nach der Neuzensurierung am 15. August 1921 schrumpfte die Länge auf 1565 Meter. Der Film passierte im August 1918 die Zensur und wurde mit Jugendverbot belegt. Die Uraufführung erfolgte am 30. August 1918 in Berlins Marmorhaus.
Der Name des Drehbuchautors, Hans Hennings, war ein Pseudonym für Bassermanns Ehefrau Else Bassermann, die in diesem Film überdies eine Nebenrolle spielte.
Das im Film gezeigte und eine wichtige Rolle spielende Ölgemälde ist eine Arbeit des auch in anderen Kunstrichtungen tätigen Regisseurs William Wauer.

## Kritiken
„An mehreren Stellen zeigte sich beim andächtigen Publikum infolge der dramatischen Steigerung der Handlung eine atemlose, an die Nerven gehende, fast schauerliche Spannung.“

Paimann’s Filmlisten resümierte: „Stoff und Spiel ausgezeichnet. Photos und Szenerie sehr gut.“